# Кысыл-Сыр (Намский улус)
Кысы́л-Сыр (якут. Кыһыл Сыыр) — село в Намском улусе Якутии России. Административный центр и единственный населённый пункт Хомустахского 1-го наслега.

## Этимология
Название переводится с якутского как Красная Горка.

## География
Село расположено в пределах Центрально-Якутской равнины, в долине Энсиэли, на левом берегу реки Лена.
Географическое положение
Расстояние до улусного центра — село Намцы — 22 км.
Климат
Средняя температура января −42 °C, июля +17…+18 °С. Осадков выпадает около 200—250 мм в год.

## История
Согласно Закону Республики Саха (Якутия) от 30 ноября 2004 года N 173-З N 353-III село возглавило образованное муниципальное образование Хомустахский 1-й наслег.

## Население
| 1989  | 2002  | 2010  | 2012  | 2013  | 2014  | 2015  | 2016  | 2017  | 2018  | 2019  |
| ----- | ----- | ----- | ----- | ----- | ----- | ----- | ----- | ----- | ----- | ----- |
| 1300  | ↗1351 | ↗1502 | ↗1527 | ↘1519 | ↗1539 | ↗1576 | ↘1567 | ↗1574 | ↗1603 | →1603 |
| 2020  | 2021  |       |       |       |       |       |       |       |       |       |
| ↗1612 | ↗1647 |       |       |       |       |       |       |       |       |       |

Национальный состав
Согласно результатам переписи 2002 года, в национальной структуре населения якуты составляли 97 % от общей численности населения в 1351 чел.

## Улицы
| - ул. 50 лет ВЛКСМ, - ул. 65 лет Победы, - ул. Аммосова, - ул. Берёзовая, - ул. Заправочная, - ул. Зелёная, | - пер. Им А.Д. Азарова, - ул. Им А.Д. Азарова, - ул. Им Л.Н. Неустроева, - ул. им Н.Г. Сысолятина, - ул. Им Ф.С. Соловьева, - ул. Костюшко-Валюжанич, | - ул. Кэнкэмэ, - ул. Лесная, - ул. Мирный, - ул. Молодёжная, - ул. Набережная, - ул. Новая, | - ул. Парковая, - ул. Северная, - ул. Сельская, - ул. Склады, - ул. Туой-Бэс. |

## Экономика
Животноводство (мясо-молочное скотоводство, мясное табунное коневодство) и растениеводство (овощеводство, картофелеводство).

## Инфраструктура
Дом культуры, средняя общеобразовательная школа, детсад, учреждения здравоохранения и торговли.

## Транспорт
Через село проходит автодорога 98К-005 Нам Якутск — Намцы — Булус.